# Erebia gorgone
La montañesa del Pirineo (Erebia gorgone) es un lepidóptero ropalócero de la familia Nymphalidae.

## Distribución
Endémica de los Pirineos. Se encuentra en el Balneario de Panticosa, puerto de Benasque, puerto de la Picadura, Puerto de La Bonaigua, Montes de Cabriols, Montes del Homme, puerto de Envalira, puerto de Aubisque y Tourmalet, Cauterets y Circo de Gavarnie.

## Hábitat
Zonas con hierba entre rocas y pequeños pedreros, pendientes fuertes con abundancia de gramíneas. La oruga se alimenta de Poa annua, Poa alpina, Poa trivialis y Festuca ovina.

## Período de vuelo e hibernación
Univoltina, una generación de mediados de julio hasta finales de agosto. Hibernación como oruga en dos temporadas.